# Наука и изуми Леонарда да Винчија
Леонардо да Винчи (1452–1519) је био италијански полиматичар, сматран оличењем „ренесансног човека“, показујући вештине у бројним различитим областима проучавања. Иако је најпознатији по својим сликама као што су Мона Лиза и Тајна вечера, Леонардо је такође познат у областима грађевинарства, хемије, геологије, геометрије, хидродинамике, математике, машинства, оптике, физике, пиротехнике и зоологије.

## Вајар
Много година је провео у стварању монументалних планова за израду велике скулптуре коњаника од бронзе („Gran Cavallo”) која је требало да стоји у граду Милану, али рат са Француском није дозволио да се овај пројекат реализује. На основу приватне иницијативе је у Њујорку изграђена скулптура по овим плановима и 1999. године је поклоњена граду Милану. Хунтов музеј у граду Лимерик у Ирској наводно поседује копију малог коња у бронзи која је рад Леонардовог шегрта на основу мајсторовог пројекта.
Осим овога, он је сам остварио и многе друге радове у вајарству од којих су најпознатији они најстарији радови.

## Архитекта
Много Леонардових записа се односило на грађење и планирање градње катедрала.
Његове студије су почињале испитивањем разних грађевинских алата и помоћних средстава за градњу. Надаље, он је наставио у области која до тада није била испитивана — у носивости стубова и подупирача, као и сводова и лукова.
Експерти су сагласни да је већина његових архитектонских студија била теоријски рад. Његови радови су означени као „како пројектовати конструкцију за декорацију фасаде” или „како декорисати раван направљену за прославе”. Са друге стране, неки нацрти су интересантни у својој амбицији да представе огромне грађевине, кружна степеништа, улице са многоструким саобраћајем за пешаке и комерцијалним саобраћајем. Ни један од ових планова није остварен.
Као свој архитектонски рад, Леонардо је презентовао модел „идеалног града” за Лудовика Сфорцу. То је захтевало потпуно преуређење града Милана што се, наравно, никада није остварило. Само мали број Леонардових радова у архитектури је угледало светлост дана. Вероватно је сарађивао и са другим архитектама, као са Брамантеом 1492. године код преграђивања трга Виђевано и код неких профаних објеката. Зна се да је предложио пројекат централне куле Миланске катедрале и 10. маја 1490. године, иако је одбијен, био је предложен да ради нови који никада није завршио.
Године 1502, он је направио цртеж висећег моста са дужином од 720 стопа у једном сегменту (240 m), као део грађевинског пројекта за султана Бајазита II из Константинопоља. Мост је требало да буде изграђен на ушћу Босфора, познатог као Златни рог. Никада није изграђен, али је његова верзија обновљена 2001. године, када је на основу његовог пројекта постављен мањи мост у Норвешкој.
На заласку свог живота је радио на пројектима двора краљеве мајке у Роморантину у Француској, али, нажалост, ни овај пројекат се није реализовао.

## Наука и конструкција машина
Уверљиве и упечатљиве су његове студије које су убележене у дневнике који садрже 6.000 страница примедаба и цртежа у којима се налазе прелази између науке и уметности. Био је леворук и целог живота је употребљавао огледалско писање јер се овако лакше писало помоћу пера левом руком.
Целога живота трудио се да састави велику енциклопедију која би садржала све са детаљним цртежима. Од времена како је напустио своје студије латинског и математике, Леонарда су тадашњи научници у већини игнорисали као научника.
Леонардо никада није објавио и ни на који други начин није ширио садржаје својих дневника. Његови записи су до 19. века остали загонетни и неразумљиви и нису имали утицаја на развој науке. У јануару 2005. године су научници открили тајне лабораторије које је он употребљавао за студије летећих машина и које су биле у срцу Фиренце, у запечаћеним манастирским просторијама поред Базилике најсветије Девице.

### Астрономија
У астрономији, Леонардо је веровао да Сунце и Месец круже око Земље, као и да је Месец покривен водом и као такав одбија светлост. Открио је утицаје месеца на плиму и осеку.

### Анатомија
Леонардо је учествовао у сецирању и то је омогућило израду многих анатомских цртежа и планирао је велике радове људске и упоредне анатомије. Дошао је на идеју како сецирати око и тај се начин употребљавао до 19. века. 1490. године је створио „Канон пропорција” по идеалним пропорцијама мушког тела који је пописао у свом раду римски архитекта Маркус Витрувијус Полио и ова студија је названа „Homo Vitruvius” („Витрувијански човек”), који је један од најпознатијих његових радова.

Његова проучавања анатомије водила су ка пројекту првог робота у писаној историји. Пројекат се зове и „Леонардов робот”; био је вероватно нацртан 1495. године, али је објављен тек педесетих година 20. века и није познато да ли је неко покушао да га конструише.
- Анатомија једне жене
- Фетус у материци
- Студија лобање мушкарца
- Мушке гениталије

### Машине
Леонардо је био фасциниран летењем и створио је неколико машина, од којих и нацрт за хеликоптер који би био покретан са 4 човека и који не би могао да полети али и неке машине које би вероватно могле полетети. Осим тога што је саставио нацрте који имитирају птичија крила, предлагао је и нацрте са крилима слепог миша. У својим белешкама се осврће и на идеје о падобрану које је разрађивао само теоретски. Као погон за своје машине је употребљавао људску силу, иако је знао да то може да се разматра и функционише само као теорија.

Пронашао је анемометар за одређивање смера ветра и био је то јако значајан проналазак који је побољшавао безбедност летова, радио је и на инструменту који мери брзину ветра, као и на инструменту који је требало да одређује водоравност летова.
- Летећа спирала
- Аутомобил
- Оклопна кола- тенк
- Покретни зупчаници

### Ратне машине
Његови дневници садрже и неколико проналазака војних машина, као на пример аутоматима опремљени тенк који се покреће снагом људи или коња или касетну бомбу и то упркос томе што је рат сматрао за најгору људску особитост и делатност. Конструисао је нешто као топ који је подешавао угао свога дејства, био покретан и био употребљив у рату. Његове идеје дале су основ данашњем оружју као што су револвери и аутомати. Створио је радове и пројекте који, иако нису били пропраћени математичким рачуницама, казују да је Леонардо познавао законитости и значај аеродинамике.

### Други проналасци
Даљи проналасци се односе на подморницу, на озубљену машину које се може сматрати првим калкулатором и аутомобил који би био покретан помоћу опруга. Планирао је индустријско загревање воде помоћу сунчане енергије и параболичких огледала. Пронашао је скафандер који је разрадио у својим студијама, иако се састојао само од звона за главу и пливајућих плутви. После је додао и кожно одело за пливање у води. Исто тако је конструисао и бушилицу која се састојала од механизма са точкићима и имала је главу.
Од даљих проналазака који су нашли примену у данашњем времену ту је нпр. хидраулична тестера. Имао је систем климатизације који би редуковао јаке промене климе које би погубно утицале на његову лабораторију. Мерио је влажност ваздуха на основу мерења, у виду неке врсте вагице, вуне и воска и разлике у тежини када вуна повлачи влагу која се приказивала на једној скали.
Иако већина Леонардових проналазака није реализована, многи од његових пројеката су били технолошки обистињени како то на пример демонстрира његов „тенк”